# Hypocysta adianta
Hypocysta adianta is een vlinder uit de onderfamilie Satyrinae van de familie Nymphalidae. De wetenschappelijke naam van de soort is voor het eerst geldig gepubliceerd in 1825 door Jacob Hübner.